# Lemur catta
Il lemure dalla coda ad anelli o lemure catta o catta (Lemur catta Linnaeus, 1758) è un lemure di dimensioni relativamente grandi, appartenente alla famiglia dei Lemuridae. È l'unica specie del genere Lemur e, come tutti i lemuri, si trova solo in Madagascar.

## Descrizione

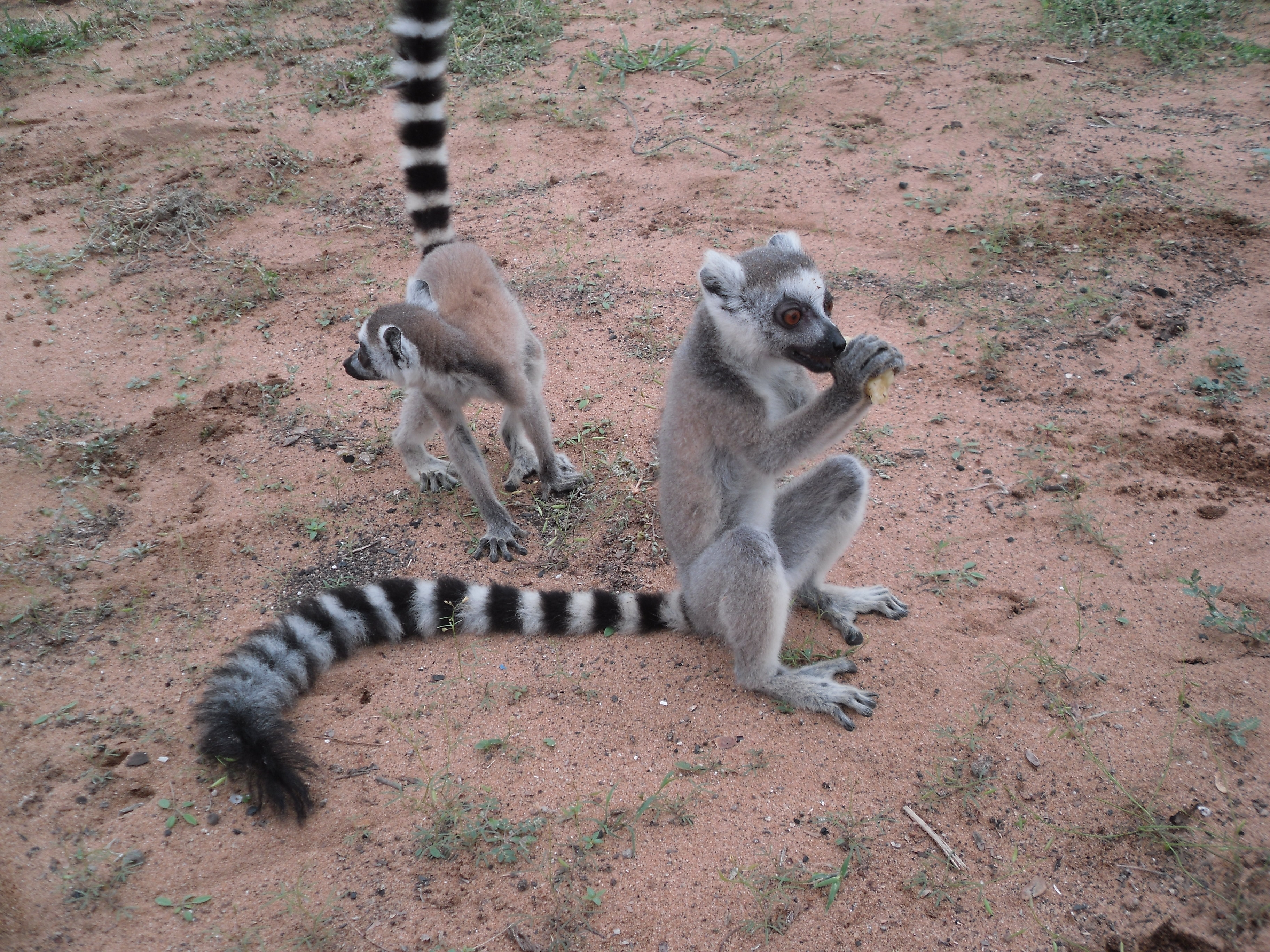
Lemuri Catta (Riserva naturale Reniala
Ifaty, Madagascar)

La pelliccia del katta è principalmente grigia; sono bianchi il ventre, il torace, il collo, le estremità e la parte inferiore delle zampe, e parte del muso; attorno agli occhi ha una sorta di "mascherina" di pelo nero; la coda è colorata ad anelli bianchi e neri alternati. Nel complesso, la colorazione è curiosamente simile a quella del procione (col quale non esiste alcuna particolare relazione di parentela).
Ha un corpo snello; il muso appuntito ricorda quello della volpe. Come per tutti i lemuri, le zampe posteriori sono più lunghe di quelle anteriori, per cui il busto è inclinato in avanti quando il katta procede a quattro zampe. Il palmo delle zampe è coperto da una pelle soffice; le dita sono allungate, con unghie puntute.
I giovani hanno gli occhi azzurri, che diventano poi di un vivo colore giallo-arancio negli esemplari adulti. Un katta adulto può essere lungo fra i 40 e i 50 cm e pesare fra i 5 e i 6 kg, con proporzioni complessive paragonabili a quelle del gatto. La coda è più lunga del corpo (fino a 56 cm).

## Distribuzione e habitat

Areale del Lemur catta

Questi lemuri sono piuttosto diffusi nel sudovest del Madagascar. Abitano soprattutto nelle foreste con terreni erbosi o nelle foreste lungo i fiumi dove possono bagnarsi, ma possono spingersi anche in zone più aride. Le "foreste primarie" (ovvero non disturbate dall'attività umana), che si pensa siano l'unico habitat completamente adatto al lemure catta, stanno sparendo a ritmi sostenuti.

## Biologia
I lemuri dalla coda ad anelli sono diurni. Pur essendo arborei, passano a terra buona parte del loro tempo. Sul terreno si spostano su quattro zampe, con la coda sollevata verticalmente come i gatti. Sono in grado di ergersi o stare seduti sulle sole zampe posteriori, col busto eretto. Seduti in questa posizione, in particolare, si riscaldano esponendo il ventre al sole, allargando le zampe verso l'esterno.
Vivono in branchi composti da 20-30 individui; le gerarchie sociali sono determinate dal sesso, con una diversa gerarchia per maschi e femmine, ma il leader di un branco è generalmente una femmina. Sono animali territoriali; ciascun branco controlla in modo esclusivo una zona.
Come tutti i lemuri, i katta utilizzano un complesso sistema di comunicazione basato su segnali vocali e olfattivi; il vocabolario di suoni che i katta emettono comprende quindici diversi segnali, usati in altrettante situazioni. Il territorio viene marcato con una sostanza odorosa secreta dalle ghiandole dell'ano e delle ascelle dell'animale. Di questa sostanza i katta impregnano la propria coda (dal pelo folto), facendola oscillare vigorosamente al vento per diffondere il proprio odore.

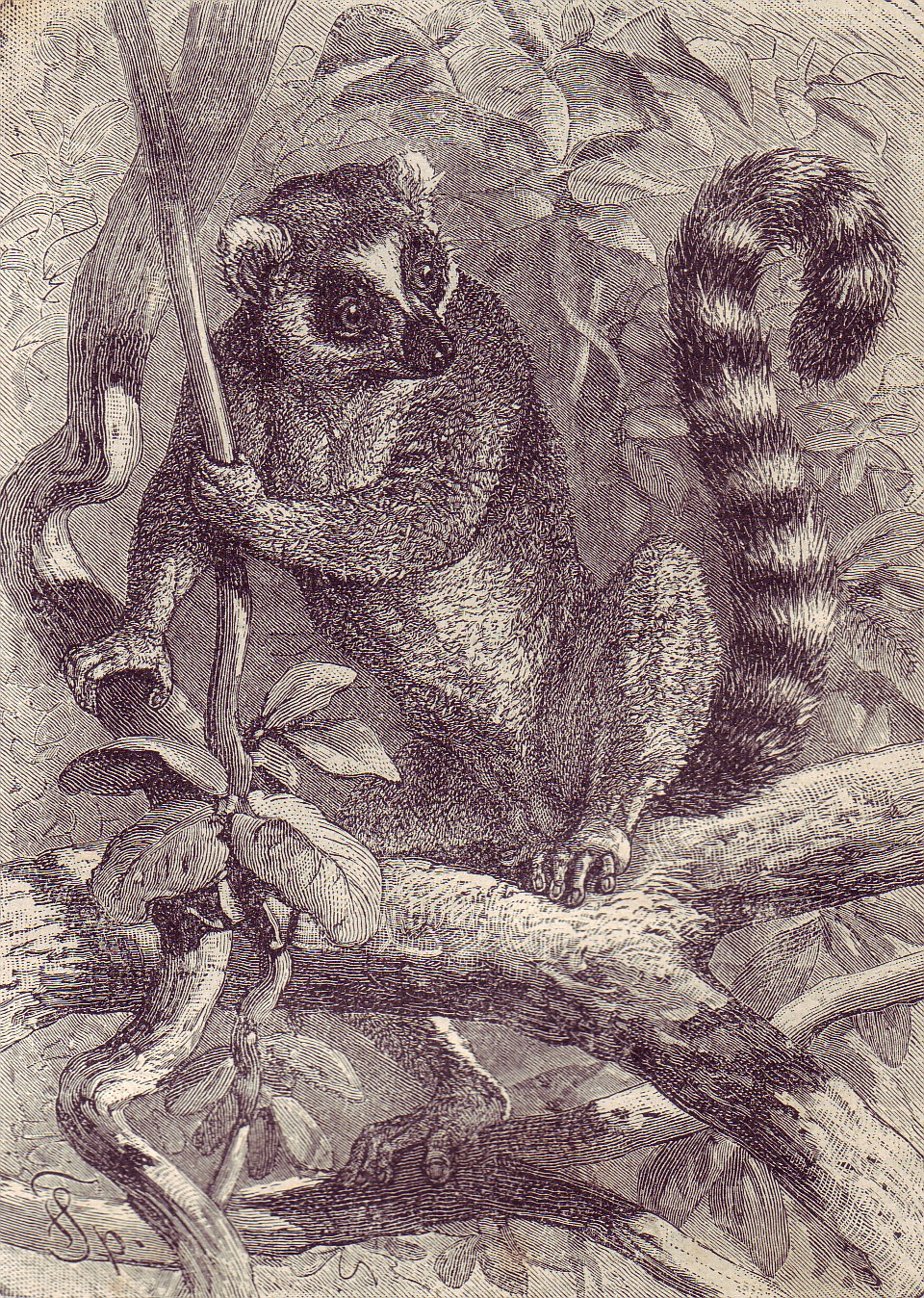
Lemur catta in una stampa ottocentesca

Oltre a secreti ghiandolari specializzati, L. catta utilizza anche la sola urina per marcare. Può depositare l'urina con due configurazioni di coda diverse: la coda su (UT-up) in evidente mostra e la coda giù (UT-down). Mentre l'UT-up è una marcatura odorosa vera e propria, l'UT-down non lo è . Uno studio condotto in natura ha rivelato che l'UT-up viene utilizzato in particolare per la difesa territoriale, che in questa specie è effettuata prevalentemente dalle femmine. Inoltre, l'uso del segnale odoroso è parsimonioso, perché l'urina è posta, in modo “economico”, dove e quando è più probabile che venga percepita da potenziali competitori .

I lemuri dalla coda ad anelli non sono generalmente aggressivi, benché sia stato riportato qualche raro caso in cui uno di essi ha ucciso un altro membro del branco o un altro animale. La convivenza con l'uomo è normalmente pacifica; i katta non hanno paura degli esseri umani e anzi si dimostrano in genere, se non socievoli, almeno decisamente curiosi. Un solo caso di aggressione a un essere umano da parte di un katta è stato documentato; si verificò allo zoo del Minnesota, a Bloomington.

### Alimentazione
Il lemure catta è principalmente frugivoro, ma non disdegna le foglie e i semi di alcune piante e, occasionalmente, qualche insetto.

### Riproduzione
La stagione degli accoppiamenti va da aprile a giugno; le femmine vanno in calore un solo giorno. La gestazione dura circa 146 giorni, e ogni femmina partorisce uno o due cuccioli. I cuccioli di katta iniziano a mangiare cibi solidi dopo due mesi e sono del tutto svezzati dopo cinque.

## Conservazione
Dal punto di vista dello stato di conservazione, il lemure catta è considerato "in pericolo" (Endangered) a causa della crescente distruzione del suo habitat naturale ; tuttavia, si riproduce facilmente in cattività ed è molto diffuso negli zoo.

## Nella cultura di massa
Questa specie di lemure è diventata famosa nel cinema grazie ai film d'animazione della saga di Madagascar.